# Koeweit op de Olympische Zomerspelen 2000
Koeweit nam deel aan de Olympische Zomerspelen 2000 in Sydney, Australië. Voor het eerst in de geschiedenis werd er een medaille gewonnen, namelijk een bronzen in het schieten.

## Medailleoverzicht
| Sport       | Olympiër          | Onderdeel      | Medaille |
| ----------- | ----------------- | -------------- | -------- |
| Schietsport | Fehaid Al-Deehani | dubbeltrap (m) | Brons    |

## Resultaten en deelnemers

### Atletiek
| Olympiër                                                                              | Onderdeel  | Resultaat | Prestatie                  |
| ------------------------------------------------------------------------------------- | ---------- | --------- | -------------------------- |
| Fawzi Al Shammari                                                                     | 400m (m)   | 41e       | serie 6: 5de in 46,38      |
| Musayed Al-Azimi Bader Abdul Rahman Al-Fulaij Mishal Sayed Al-Harbi Fawzi Al-Shammari | 4x400m (m) | DSQ       | serie 4: gediskwalificeerd |

### Schermen
| Olympiër         | Onderdeel  | Resultaat | Prestatie                                                              |
| ---------------- | ---------- | --------- | ---------------------------------------------------------------------- |
| Abdul Muhsen Ali | floret (m) | 32e       | 1ste ronde: W van JPN Okazaki: 15-6 2de ronde: V van CUB Gregory: 5-15 |

### Schietsport
| Olympiër            | Onderdeel       | Resultaat | Prestatie                                                              |
| ------------------- | --------------- | --------- | ---------------------------------------------------------------------- |
| Abdullah Al Rashidi | skeet (m)       | 14e       | kwalificatie: 14de met 121 punten (73-48)                              |
| Saud Habib          | skeet (m)       | 35e       | kwalificatie: 35ste met 117 punten (70-47)                             |
| Khaled Al-Mudhaf    | trap (m)        | 4e        | kwalificatie: 5de met 115 punten (67-48) finale: 4de met 139 punten    |
| Fehaid Al Deehani   | dubbel-trap (m) | Brons     | kwalificatie: 2de met 141 punten (46-48-47) finale: 3de met 186 punten |
| Mashfi Al-Mutairi   | dubbel-trap (m) | 10e       | kwalificatie: 10de met 134 punten (45-45-44)                           |

### Taekwondo
| Olympiër      | Onderdeel | Resultaat | Prestatie                                                                                     |
| ------------- | --------- | --------- | --------------------------------------------------------------------------------------------- |
| Naser Buftain | -58kg (m) | 8e        | voorronde: W van SWZ Dlamini: scheidsrechterlijke beslissing kwartinale: V van HUN Salim: 1-1 |

### Voetbal
| Olympiër | Onderdeel | Resultaat | Prestatie                                                                        |
| --- | --------- | --------- | -------------------------------------------------------------------------------- |
| Abdullah Saihan Adel Al-Anezi Bader Najem Bashir Abdul Aziz Esam Al-Kandari Faraj Saeid Hamad Al-Tayyar Jamal Mubarak Khalaf Al-Mutairi Naser Al-Omran Naser Al-Othman Nawaf Al-Humaidan Sadoun Salman Saleh Al-Buraiki Shehab Kankone Youssef Zayed | mannen    | 12e       | groep D: 3de V van Kameroen: 2-3 W van Tsjechië: 3-2 V van Verenigde Staten: 1-3 |

| Groep D |                  |             |             |             |             |            |            |            |        |
| #       | Land             | Wedstrijden | Wedstrijden | Wedstrijden | Wedstrijden | Doelpunten | Doelpunten | Doelpunten | Punten |
| #       | Land             | G           | W           | G           | V           | V          | T          | Saldo      | Punten |
| 1       | Verenigde Staten | 3           | 1           | 2           | 0           | 6          | 4          | +2         | 5      |
| 2       | Kameroen         | 3           | 1           | 2           | 0           | 5          | 4          | +1         | 5      |
| 3       | Koeweit          | 3           | 1           | 0           | 2           | 6          | 8          | -2         | 3      |
| 4       | Tsjechië         | 3           | 0           | 2           | 1           | 5          | 6          | -1         | 2      |

| Ronde        | Datum    | Plaats           | Land | Score   | Land |
| ------------ | -------- | ---------------- | ---- | ------- | ---- |
| Groepsfase   |          |                  |      |         |      |
| 13 september | Brisbane | Kameroen         | 3-2  | Koeweit |      |
| 16 september | Brisbane | Tsjechië         | 2-3  | Koeweit |      |
| 13 september | Brisbane | Verenigde Staten | 3-1  | Koeweit |      |

### Zwemmen
| Olympiër          | Onderdeel           | Resultaat | Prestatie               |
| ----------------- | ------------------- | --------- | ----------------------- |
| Faisal Al Mahmeed | 100m rugslag (m)    | 54e       | serie 1: 6de in 1.05,17 |
| Sultan Al-Otaibi  | 200m wisselslag (m) | 55e       | serie 1: 7de in 2.16,23 |

Albanië · Algerije · Amerikaanse Maagdeneilanden · Amerikaans-Samoa · Andorra · Angola · Antigua en Barbuda · Argentinië · Armenië · Aruba · Australië · Azerbeidzjan · Bahama's · Bahrein · Bangladesh · Barbados · België · Belize · Benin · Bermuda · Bhutan · Bolivia · Bosnië en Herzegovina · Botswana · Brazilië · Britse Maagdeneilanden · Brunei · Bulgarije · Burkina Faso · Burundi · Cambodja · Canada · Centraal-Afrikaanse Republiek · Chili · China · Chinees Taipei · Colombia · Comoren · Congo-Brazzaville · Congo-Kinshasa · Cookeilanden · Costa Rica · Cuba · Cyprus · Denemarken · Djibouti · Dominica · Dominicaanse Republiek · Duitsland · Ecuador · Egypte · El Salvador · Equatoriaal-Guinea · Eritrea · Estland · Ethiopië · Fiji · Filipijnen · Finland · Frankrijk · Gabon · Gambia · Georgië · Ghana · Grenada · Griekenland · Groot-Brittannië · Guam · Guatemala · Guinee · Guinee‑Bissau · Guyana · Haïti · Honduras · Hongarije · Hongkong · Ierland · IJsland · India · Indonesië · Irak · Iran · Israël · Italië · Ivoorkust · Jamaica · Japan · Jemen · Joegoslavië · Jordanië · Kaaimaneilanden · Kaapverdië · Kameroen · Kazachstan · Kenia · Kirgizië · Koeweit · Kroatië · Laos · Lesotho · Letland · Libanon · Liberia · Libië · Liechtenstein · Litouwen · Luxemburg · Macedonië · Madagaskar · Malawi · Malediven · Maleisië · Mali · Malta · Marokko · Mauritanië · Mauritius · Mexico · Micronesië · Moldavië · Monaco · Mongolië · Mozambique · Myanmar · Namibië · Nauru · Nederland · Nederlandse Antillen · Nepal · Nicaragua · Nieuw-Zeeland · Niger · Nigeria · Noord-Korea · Noorwegen · Oeganda · Oekraïne · Oezbekistan · Oman · Oostenrijk · Pakistan · Palau · Palestina · Panama · Papoea-Nieuw-Guinea · Paraguay · Peru · Polen · Portugal · Puerto Rico · Qatar · Roemenië · Rusland · Rwanda · Saint Kitts en Nevis · Saint Lucia · Saint Vincent en Grenadines · Salomonseilanden · Samoa · San Marino ·  Sao Tomé en Principe · Saoedi-Arabië · Senegal · Seychellen · Sierra Leone · Singapore · Slovenië · Slowakije · Soedan · Somalië · Spanje · Sri Lanka · Suriname · Swaziland · Syrië · Tadzjikistan · Tanzania · Thailand · Togo · Tonga · Trinidad en Tobago · Tsjaad · Tsjechië · Tunesië · Turkije · Turkmenistan · Uruguay · Vanuatu · Venezuela · Verenigde Arabische Emiraten · Verenigde Staten · Vietnam · Wit-Rusland · Zambia · Zimbabwe · Zuid-Afrika · Zuid-Korea · Zweden · Zwitserland · Individuele olympische atleten